# Rita Defauw
Rita Defauw (Gent, 23 mei 1963) is een Belgische voormalige roeister. Ze leerde roeien en ontwikkelde haar sportieve carrière op de Gentse Watersportbaan. Ze werd 3 keer vice-wereldkampioene op lichte skiff vanaf de Wereldkampioenschappen roeien 1986 in Nottingham Verenigd Koninkrijk, de Wereldkampioenschappen roeien 1987 in Kopenhagen en op de Wereldkampioenschappen roeien 1989 in Bled. Ze behaalde brons op de Wereldkampioenschappen roeien 1990 op Lake Barrington, Australië waar ze het zilver aan de Nederlandse Laurien Vermulst moest laten. Rita Defauw behaalde als zuivere lichtgewicht een negende plaats op de Olympische Zomerspelen 1988 te Seoel in de open gewichtsklasse, vrij kort na een ongeval. Haar coach was Guido Terryn.
Haar mentor (en co-trainer achter de schermen) was haar broer Rudy Defauw, die zelf met de Gentse Roei- en Sportvereniging in de jaren zeventig skiff-roeien nationaal domineerde en ook internationale successen boekte. Ze was in de nadagen van haar loopbaan de grote rivale van een debuterende Annelies Bredael, die later zilver behaalde op de Olympische Zomerspelen 1992, maar zelden of nooit van Rita kon winnen.
Rita Defauw is nog steeds woonachtig in de Gentse deelgemeente Drongen en is werkzaam als stadsambtenaar in haar geboortestad Gent.

## Palmares (selectie)

### lichte skiff
- 1985: 4e WK - 8.02,87
- 1986:  WK - 7.35,24
- 1987:  WK - 8.57,89
- 1988: 9e OS - 8.04,90
- 1989:  WK - 8.03,14
- 1990:  WK - 8.21,20